# Lucy Davis
Lucy Clare Davis (Solihull, 17 febbraio 1973) è un'attrice britannica.

## Biografia
Lucy Davis è figlia di Hazel Jackson e del comico Jasper Carrott. È apparsa brevemente in un episodio di The Detectives, uno spettacolo creato e interpretato da suo padre. Ha interpretato Maria Lucas nella produzione della BBC del 1995 Orgoglio e pregiudizio e ha anche avuto un ruolo nello speciale natalizio del 1996 di One Foot in the Grave . Dopo il ruolo di Dawn Tinsley in The Office , Davis è apparsa nel film L'alba dei morti dementi (2004), mentre continuava a interpretare Hayley Jordan in The Archers su BBC Radio 4.
Davis è apparsa nell'episodio della terza stagione "Elephants and Hens" del programma televisivo britannico Black Books. Nel 2006 è apparsa come conduttrice della "Fashion TV" nel film di successo della ABC Ugly Betty, e più tardi nello stesso anno ha interpretato la scrittrice Lucy Kenwright in Studio 60 on the Sunset Strip della NBC. Nel 2008 è apparsa in diversi episodi della serie americana Reaper - In missione per il Diavolo. Nel 2010 Davis ha recitato nel dramma commedia a sei episodi di ITV, Married Single Other ed è anche apparsa in un ruolo ospite in The Mentalist, insieme all'allora suo marito Owain Yeoman. Davis è stata anche protagonista nel thriller prodotto da John Landis: Un ragazzo che uccide la gente. Nel 2012, Davis ha dato la sua voce ne I Griffin per l'episodio Be Careful What You Fish For. Davis è apparsa nella seconda stagione della serie della BBC Delitti in Paradiso (2013). Nel 2012 è diventata direttrice del gruppo teatrale Theatretrain.
Davis interpreta il ruolo di Etta Candy nel film del 2017 Wonder Woman. La sua performance ha segnato la prima rappresentazione cinematografica live action di quel personaggio dei fumetti. Davis ha detto del personaggio: "È una donna nel mondo di un uomo e quindi essere ascoltata e vista non è la cosa più semplice, ma non la dissuade, Etta è impazientemente se stessa e penso che sia la cosa che mi ha attirato di più a lei ... ci è voluto un po' di tempo nella mia vita per essere io stessa senza scuse".
Davis recita nella serie di Netflix Le terrificanti avventure di Sabrina nei panni di Hilda Spellman.

## Vita privata
Ha subito un trapianto di rene a causa di un'insufficienza renale diagnosticata durante una visita medica, prima di interpretare il suo ruolo in Orgoglio e pregiudizio. Sua madre, Hazel, le ha donato il rene. Nel periodo di Natale del 2005 è stata nuovamente ricoverata per insufficienza renale, ma da allora è guarita; Davis inoltre è anche diabetica.
Il 9 dicembre 2006 Davis ha sposato l'attore gallese Owain Yeoman nella St Paul's Cathedral, a Londra. Al matrimonio hanno partecipato anche i membri del cast di The Office. La coppia si è separata nel gennaio 2011 e ha divorziato nell'ottobre 2011.
Ha partecipato alla campagna della PETA contro il continuo uso dei tradizionali berrettoni di pelo d'orso della Guards Division inglese.

## Filmografia

### Attrice

#### Cinema
- The Gambler, regia di Károly Makk (1997)
- L'alba dei morti dementi (Shaun of the Dead), regia di Edgar Wright (2004)
- Garfield 2 (Garfield: A Tale of Two Kitties), regia di Tim Hill (2006)
- TV Set (The TV Set), regia di Jake Kasdan (2006)
- Bob Funk, regia di Craig Carlisle (2009)
- A proposito di Steve (All About Steve), regia di Phil Traill (2009)
- Wonder Woman, regia di Patty Jenkins (2017)

#### Televisione
- The Detectives - serie TV, 1 episodio (1993)
- Blue Heaven - serie TV, 1 episodio (1994)
- Un cane di nome Wolf (Woof!) - serie TV, 1 episodio (1994)
- Casualty - serie TV, 1 episodio (1995)
- Metropolitan Police (The Bill) - serie TV, 1 episodio (1995)
- Orgoglio e pregiudizio (Pride and Prejudice) - miniserie TV (1995)
- The Grand - serie TV, 1 episodio (1997)
- Doctors - serie TV, 1 episodio (2000)
- Big Bad World - serie TV, 1 episodio (2001)
- The Office - serie TV, 14 episodi (2001-2003)
- Ugly Betty - serie TV, 2 episodi (2006-2007)
- The Mentalist - serie TV, 1 episodio (2010)
- Marcy - serie TV, 1 episodio (2011)
- Delitti in Paradiso (Death in Paradise) - serie TV, episodio 2x08 (2013)
- Vicini del terzo tipo (The Neighbors) - serie TV, 1 episodio (2013)
- Gay of Thrones - serie TV, 1 episodio (2014)
- NCIS - Unità anticrimine (NCIS) - serie TV, episodio 13x05 (2015)
- Maron - serie TV, 6 episodi (2015-2016)
- Le terrificanti avventure di Sabrina (Chilling Adventures of Sabrina) - serie TV, 36 episodi (2018-2020)
- I cattivi di Valley View (The Villains of Valley View) - serie TV, 37 episodi (2022-2023)

### Doppiatrice
- Phineas e Ferb (Phineas and Ferb) - serie TV, 2 episodi (2008-2009)
- I Griffin (Family Guy) - serie TV, 1 episodio (2012)
- Postino Pat - Il film (Postman Pat: The Movie), regia di Mike Disa (2014)
- Carmen Sandiego - serie TV, 1 episodio (2019)

### Radio
- The Archers (1995-2005) come Hayley Jordan

## Doppiatrici italiane
Nelle versioni in italiano delle opere in cui ha recitato, Lucy Davis è stata doppiata da:
- Joy Saltarelli in Orgoglio e pregiudizio
- Alessandra Korompay in The Office
- Selvaggia Quattrini in The Mentalist
- Debora Magnaghi in L'alba dei morti dementi
- Ilaria Giorgino in Wonder Woman
- Daniela Abbruzzese in Le terrificanti avventure di Sabrina